# 上越新幹線脱線事故
上越新幹線脱線事故（じょうえつしんかんせんだっせんじこ）は、2004年（平成16年）10月23日、新潟県中越地震のため、上越新幹線において発生した列車脱線事故のことである。また、日本の新幹線の営業運転中の初めての脱線事故でもある。

## 事故概要

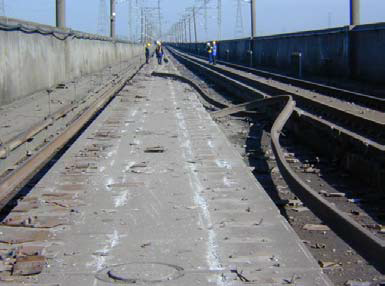
上越新幹線脱線事故により破断したレール

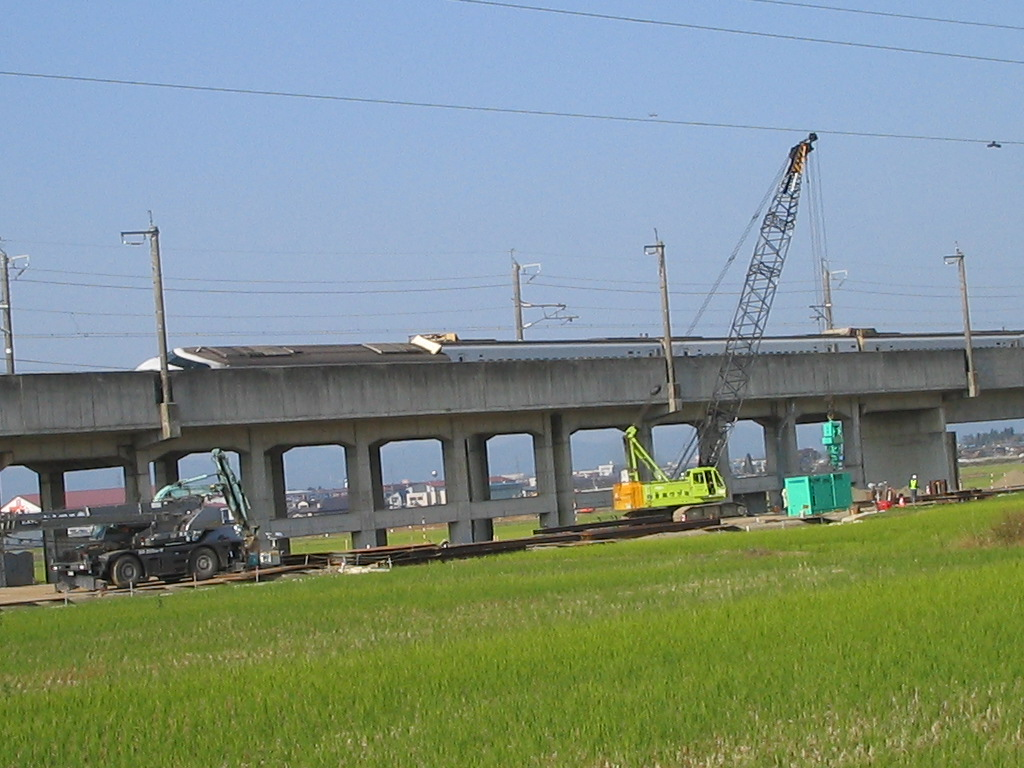
事故現場（2004年11月6日撮影）

2004年（平成16年）10月23日の17時56分頃に新潟県中越地震が発生し、震央に近い上越新幹線浦佐駅 - 長岡駅間の滝谷トンネル北側坑口付近を走行中だった東京発新潟行き「とき325号」の6・7号車を除く計8両が脱線した。地震発生当時、同列車は長岡駅への停車のため、約 200 km/h に減速して走行中であったが、早期地震検知警報システム「ユレダス」による非常ブレーキが作動し、脱線地点から約 1.6 km 新潟寄り、長岡駅の東京寄り約 5 km の地点で停車した。
当該列車は、8両が脱線したものの、軌道を大きく逸脱せず、逸脱した車両も上下線の間にある豪雪地帯特有の排雪溝にはまり込んだまま滑走したおかげで、横転や転覆、高架橋からの転落を免れた。温暖地などの排雪溝が無い普通のスラブ軌道や、東海道新幹線などのバラスト軌道でなかったことが幸いしたとも言える。また、先頭の10号車の台車の部品と脱線した車輪がレールを挟み込む形になったため大きく逸脱しなかった こと、脱線地点がトンネルや高架橋の支柱などに被害が生じた区間ではなく、ほぼ直線であったこと、対向列車がなく二次事故が起きなかったことなどの幸運が重なり、乗客乗員155人に対し、死者・負傷者は1人も出なかった。さらに、新幹線200系電車がボディーマウント構造（当系列以外で営業用列車としての採用はない）であることが、先頭車（10号車）の台車部品と脱線した車輪がレールを挟み込んだ形で停止することに貢献したという指摘もある。
震源に近い川口町（現長岡市）和南津付近では高架橋の支柱がせん断破壊により大きく損傷したが、脱線現場付近の高架橋は阪神・淡路大震災を踏まえた支柱の強化工事が進められていたため、結果的に地震による崩壊を免れることにつながった。
なお、日本では、営業中に新幹線が初めて脱線したため、各種メディアにより「安全神話の崩壊」などと非難するような報道が多くなされた。
一方で、フランスなどの高速鉄道を運営する国のメディアでは「この高架橋が崩壊しなかったことが新幹線の安全性を裏付けるものだ」として取り扱っている。
以上のように、被害は最小限に食い止められたが、脱線箇所が高架上であった上に、この事故の原因となった新潟県中越地震は余震が多発した（撤去作業の完了までに震度5以上だけで17回の余震が発生している）ため、脱線車両の撤去作業が難航し、11月18日になってようやく事故車両は撤去され、12月28日に運転が再開された。脱線車両は損傷がひどく、2005年3月25日を以って全車廃車となった。この事故によって、廃車予定だったK31編成（リニューアル未施行車）が廃車されず、しばらく代走することになり、その後代替としてE2系J69編成が製造された。
なお、事故車両のうち最後尾に連結されていた先頭車両が事故の歴史展示館（福島県白河市）に、事故の資料として保存されている。
新幹線の早期地震検知警報システム「ユレダス」は、地震発生時の初期微動（P波）を感知して作動するシステムであるため、直下型地震であり、初期微動継続時間が短かった今回のケースでは、激しい揺れ（主要動、S波）の到達前に列車を停車させることはできなかったが、強制停電による一斉停車によって対向列車も止められたことで、運良く事故の拡大は防げた。
本事故は1964年10月1日の東海道新幹線開業以来、全国の新幹線の営業列車では初の脱線事故となった。

## 対策・対応
2007年（平成19年）11月30日、航空・鉄道事故調査委員会はこの事故における鉄道事故調査報告書を公表した。
委員は、
- 現行の鉄道システムではこれを完全に防ぐことは困難である。本事故のような列車脱線を防止するためには、鉄道システム全体の問題としてとらえ、大きな地震動を受けた際に車両あるいは鉄道施設等について、列車脱線を可能な限り防ぐような装置や設備の設置を検討するべきである。
- 列車脱線を防止できなかった場合においても、車両が線路から大きく逸脱して被害が拡大することを防止するため、鉄道施設及び車両の両面からの対策を推進する必要がある。
- 地震により構造物に著しい損壊が生じて、橋りょう等を走行中の列車の被害を拡大させないよう、耐震補強等の対策を引き続き推進する必要がある。

との所見を同報告書にて記している。
これとは別に、国土交通省内に設けられた「新幹線脱線対策協議会」の検討結果をふまえ、東日本旅客鉄道株式会社は、脱線被害を拡大させないため、次の対応策 を発表している。
- 脱線後の車両がレールから大きく逸脱することを防止する車両ガイド機構の取付（2008年上旬完了予定）
- 車両が脱線し、レール締結装置が破損しても、車輪をレールで誘導できるようにレールの転倒及び大幅な横移動を防ぐためのレール締結装置の改良（開発中）
- 脱線した車輪による破断を防ぐための接着絶縁継目の改良（2011年度完成予定）
- 非常ブレーキの作動に要する時間の短縮のため、車両に停電検知装置を新設（完成）

### 註釈
1. 2004年10月24日 207k550m付近より撮影（国土交通省 航空・鉄道事故調査委員会『鉄道事故調査報告書 報告書番号:RA2007-8-1 東日本旅客鉄道株式会社 上越新幹線浦佐駅～長岡駅間 列車脱線事故』 より）
2. ↑  2004年10月24日 207k550m付近より撮影（国土交通省 航空・鉄道事故調査委員会『鉄道事故調査報告書 報告書番号:RA2007-8-1 東日本旅客鉄道株式会社 上越新幹線浦佐駅～長岡駅間 列車脱線事故』 より）
3. ↑  列車番号325C。200系10両編成、K25編成（延命工事実施済）。東京方から221-1505、226-1043、225-1013、226-1032、225-1004、226-1009、225-482、226-1033、215-31、222-1505の順。
4. ↑  10両で40本ある車軸のうち22本（10-8号車と4・5号車は1本ないし2本、3-1号車は4本すべて）が脱線、3号車は進行方向左側に、1号車は右側に逸脱した[1]。
5. ↑  上り線側の路盤コンクリートには、1号車が停止した地点の約 750 m 手前から車体が擦れた跡があった[3]。
6. ↑  この報告には、「今回の車両(200 系)の場合、ボディマウント構造になっており、脱輪しても車輪とギアケースがレールを挟む形になり、また、床下機器収納箱がレールの上を滑走するような形になるので、レールが大きく損傷しなければ、軌道から大きく外れる可能性は低いとの指摘が車両関係者からなされている」と記されている[5]。
7. ↑  阪神・淡路大震災により被災したJR西日本管内路線の復旧作業に、JR東日本の技術チームが応援で派遣された。高架橋のうち特定箇所のみが著しい損傷を受けていることに気付き、調査の結果、直下の活断層が原因と判明した。これを受けてJR東日本管内でも活断層の調査と、リスクが高い高架橋の補強が進められた[6]。
8. ↑  脱線しなかった7・6号車以外は車体のみをクレーンで吊り上げ、上り線側に用意した予備台車に載せる方法が採られた。当初は脱線の規模が小さい車両はジャッキアップにより復旧する計画だったが、余震の影響で中止された。
9. ↑  10月27日に撤去作業を開始しようとした際にも余震が発生。呼子笛の鳴る音、「揺り返しだ！」「車両から離れろ！」の声が上がる中、作業員が待避姿勢を取る生々しい映像が取材中のテレビ局により流され、撤去作業の開始が延期された。このときのテレビ映像では新幹線の先頭車両がレールから一瞬浮き上がったことが確認できた。
10. ↑  延命工事を実施した200系車両では初の廃車。
11. ↑  回送列車では、既に1973年に東海道新幹線鳥飼基地出口合流点で本線を支障する過走・脱線事故が起きているが、その際には紙一重で衝突を免れている。